# Walter Luchetti
Walter Luchetti (ur. 26 sierpnia 1937 w Marsciano) – włoski agronom i urzędnik państwowy, w latach 1995–1996 minister rolnictwa.

## Życiorys
Z wykształcenia agronom, ukończył w 1959 nauki rolnicze na Uniwersytecie w Perugii. Pracował przez wiele lat w administracji rządowej, w 1961 został inspektorem. Pełnił różne funkcje w strukturze resortu rolnictwa, zajmując się głównie problematyką produktów rolnych. Był m.in. dyrektorem generalny ministerstwa. Zatrudniony również w Brukseli, zajmował się problematyką rolną w ramach Europejskiej Wspólnoty Gospodarczej, a także był ekspertem włoskiego przedstawicielstwa przy EWG. Powoływany w skład władz różnych instytutów naukowych zajmujących się rolnictwem.
Od stycznia 1995 do maja 1996 sprawował urząd ministra zasobów rolnych, żywnościowych i leśnych w rządzie Lamberta Diniego.
Odznaczony Orderem Zasługi Republiki Włoskiej klasy II (1994) i I (1996).